# ملعب شاندونغ الإقليمي
ملعب مركز شاندونغ الرياضي الإقليمي هو ملعب متعدد الأغراض يقع في جينان، الصين. حالياً يستخدم غالباً لمباريات كرة القدم. يتسع لجلوس 43،700 متفرج. تم افتتاحه في عام 1988.

## المباريات الدولية

### كأس آسيا 2004
| التاريخ       | الفريق 1                 | النتيجة | الفريق 2                 | المرحلة                      | الحضور |
| ------------- | ------------------------ | ------- | ------------------------ | ---------------------------- | ------ |
| 19 يوليو 2004 | كوريا الجنوبية           | 0–0     | الأردن                   | مرحلة المجموعات (المجموعة ب) | 26،000 |
| 19 يوليو 2004 | الكويت                   | 3–1     | الإمارات العربية المتحدة | مرحلة المجموعات (المجموعة ب) | 31،250 |
| 23 يوليو 2004 | الأردن                   | 2–0     | الكويت                   | مرحلة المجموعات (المجموعة ب) | 28،000 |
| 23 يوليو 2004 | الإمارات العربية المتحدة | 0–2     | كوريا الجنوبية           | مرحلة المجموعات (المجموعة ب) | 30،000 |
| 25 يوليو 2004 | البحرين                  | 3–1     | إندونيسيا                | مرحلة المجموعات (المجموعة أ) | 20،000 |
| 27 يوليو 2004 | كوريا الجنوبية           | 4–0     | الكويت                   | مرحلة المجموعات (المجموعة ب) | 15،000 |
| 31 يوليو 2004 | كوريا الجنوبية           | 3–4     | إيران                    | ربع النهائي                  | 20،000 |
| 3 أغسطس 2004  | البحرين                  | 3–4     | اليابان                  | نصف النهائي                  | 32،000 |

## روابط خارجية
- Stadium picture
- World of Stadiums profile